# Bridget Jones : L'Âge de raison (film)
Pour les articles homonymes, voir Âge de raison.
Cet article concerne le film. Pour le livre, voir Bridget Jones : L'Âge de raison.
Série Bridget Jones
Le Journal de Bridget Jones
(2001) Bridget Jones Baby
(2016)
Pour plus de détails, voir Fiche technique et Distribution.
Bridget Jones : L’Âge de raison (Bridget Jones: The Edge of Reason) est une comédie romantique plurinationale réalisée par Beeban Kidron, sortie en 2004. Il est l'adaptation du roman éponyme d’Helen Fielding, publié en 1999. C'est le deuxième volet de la saga Bridget Jones.

## Synopsis
Bridget Jones a enfin trouvé l’amour avec Mark Darcy. Mais sa nature franche et gaffeuse l'amène à commettre des impairs dans le cercle professionnel un peu guindé de Mark, d'autant plus que celui-ci a une nouvelle collaboratrice absolument ravissante, Rebecca, ce qui plonge Bridget dans l'inquiétude. À la suite d'un nouvel impair, Bridget quitte Mark. Elle est contrainte par son employeur de partir en Thaïlande pour tourner une émission avec son ancien amour Daniel Cleaver. Bridget est sur le point de céder à ses avances quand elle découvre qu'il n'a pas changé comme il le prétend. À l'aéroport, Bridget, victime d'un passeur de drogue, est arrêtée sous les yeux de Daniel qui n'intervient pas et est jetée en prison. C'est Mark, très froid, qui vient lui annoncer qu'elle va être libérée. Bridget, revenue en Angleterre, apprend de ses amis que Mark n'était pas seulement un « messager » comme il le prétendait, mais qu'il a remué ciel et terre pour la faire libérer. Bridget se précipite chez lui et tombe sur Rebecca : croyant qu'elle est la nouvelle compagne de Mark, elle est vite détrompée quand Rebecca lui fait une déclaration enflammée... et l'embrasse. Après une ultime gaffe, Bridget accepte la demande en mariage de Mark.

## Fiche technique
- Titre original : Bridget Jones: The Edge of Reason
- Titre français et québécois : Bridget Jones : L'Âge de raison
- Réalisation : Beeban Kidron
- Scénario : Andrew Davies, Helen Fielding, Richard Curtis et Adam Brooks, d'après le roman éponyme d'Helen Fielding
- Musique : Harry Gregson-Williams, Stephen Barton et Stuart Roslyn
- Direction artistique : Paul Inglis et David Warren
- Décors : Gemma Jackson
- Costumes : Jany Temime
- Photographie : Adrian Biddle
- Son : Brendan Nicholson, Andrew Caller
- Montage : Greg Hayden
- Production : Tim Bevan, Eric Fellner, Jonathan Cavendish et Oswald Wolkenstein (Autriche)

Production exécutive : Bernard Bellew, Klaus Jüptner (Autriche), Cesare Landricina (Italie)
Production déléguée : Debra Hayward et Liza Chasin
- Sociétés de production[1] :
  - Royaume-Uni : Working Title Films
  - France : Atlantic Television, avec la participation de Studiocanal
  - États-Unis : avec la participation de Universal Pictures et Miramax Films
  - Irlande : Little Bird [réf. souhaitée]
- Sociétés de distribution :
  - Royaume-Uni, Allemagne, Belgique, Suisse : United International Pictures
  - États-Unis, Canada : Universal Pictures
  - France : Mars Distribution
- Budget : 40 millions de $[2]
- Pays d'origine :  Royaume-Uni,  France,  Allemagne,  Irlande,  États-Unis
- Langue originale : anglais, allemand, thaï
- Format[3] : couleur (Technicolor) - 35 mm - 2,39:1 (Cinémascope) (Panavision) - son DTS | Dolby Digital | SDDS
- Genre : comédie, drame, romance
- Durée : 108 minutes
- Dates de sortie[4] :
  - Royaume-Uni, Irlande, Canada : 12 novembre 2004
  - France : 12 novembre 2004 (Festival international du film d'Arras) ; 8 décembre 2004 (sortie nationale)
  - États-Unis : 19 novembre 2004
  - Suisse romande : 24 novembre 2004
  - Allemagne : 2 décembre 2004
  - Belgique : 8 décembre 2004
- Classification[5] :
  - Royaume-Uni : Interdit aux moins de 15 ans (15 - Suitable only for 15 years and over)[6].
  - États-Unis : Interdit aux moins de 17 ans (R – Restricted)[Note 1].
  - Irlande : Interdit aux moins de 15 ans, sauf s'ils sont accompagnés d'un adulte (15A - Minimum age for admission is 15)[Note 2].
  - Allemagne : Enfants de 6 ans et plus (FSK 6).
  - France : Tous publics (visa d'exploitation no 111725 délivré le 8 juin 2005)[7]

## Distribution
- Renée Zellweger (VF : Odile Cohen ; VQ : Julie Burroughs) : Bridget Jones
- Hugh Grant (VF : Thibault de Montalembert ; VQ : Daniel Picard) : Daniel Cleaver
- Colin Firth (VF : Christian Gonon ; VQ : Jean-Luc Montminy) : Mark Darcy
- Jim Broadbent (VF : Claude Lévêque ; VQ : Hubert Gagnon) : Colin Jones, le père de Bridget.
- Gemma Jones (VF : Patricia Janneau ; VQ : Claudine Chatel) : Pamela Jones, la mère de Bridget.
- Jacinda Barrett (VF : Ludmila Ruoso ; VQ : Catherine Allard) : Rebecca
- James Callis (VF : Micha Lescot ; VQ : François Godin) : Tom, un ami de Bridget.
- Shirley Henderson (VF : Raphaëline Goupilleau ; VQ : Charlotte Bernard) : Jude, la meilleure amie de Bridget.
- Sally Phillips (VF : Sandy Boizard ; VQ : Lisette Dufour) : Sharon « Shazza », une amie de Bridget.
- Neil Pearson (en) (VF : Daniel Kenigsberg ; VQ : Mario Desmarais) : Richard Finch
- Jessica Stevenson (VF : Isabelle Gardien) : Magda
- Celia Imrie (VF : Frédérique Cantrel) : Una Alconbury
- James Faulkner (VQ : Jean-Marie Moncelet) : « Oncle » Geoffrey
- Donald Douglas (en) : l'amiral Darcy
- Shirley Dixon : Mme Darcy
- David Verrey (en) (VF : Pierre Forest ; VQ : Jean-François Blanchard) : Giles Benwick
- Jeremy Paxman : lui-même
- Ian McNeice (VF : Gérard Boucaron) : le maître du quiz
- Paul Nicholls (en) : Jed
- Lucy Robinson (VF : Sylvia Bergé ; VQ : Nathalie Coupal) : Janey
- Catherine Russell (VF : Anne Plumet ; VQ : Anne Caron) : Camilla
- Alex Jennings (VF : Éric Hémon) : Horatio
- Jason Watkins (VF : Sylvain Clément) : Charlie Parker-Knowles
- Wolf Kahler : le commentateur sportif
- David Auker (en) (VF : Jean-Michel Farcy ; VQ : Sylvain Hétu) : Clive

Version française dirigée par Hervé Icovic au studio Alter Ego, d'après une adaptation des dialogues de Sylvie Caurier.
 Source et légende : version française (VF) sur RS Doublage et version québécoise (VQ) sur Doublage QC.

## Bande originale
La bande originale du film Stop est interprétée par Jamelia. 	
- Like a Virgin - Madonna
- Your Love Is King - Will Young
- Stop - Jamelia
- Can't Get You Out of My Head - Kylie Minogue
- Super Duper Love - Joss Stone
- Sorry Seems to Be the Hardest Word - Mary J. Blige
- Misunderstood - Robbie Williams
- Everlasting Love - Jamie Cullum
- You're the First, the Last, My Everything - Barry White
- Crazy in Love - Beyonce Knowles feat. Jay-Z
- I Eat Dinner (When the Hunger's Gone) - Rufus Wainwright feat. Dido
- I'm Not in Love - 10cc
- Nobody Does It Better - Carly Simon
- Loaded - Primal Scream
- Will You Still Love Me Tomorrow? - Amy Winehouse
- Lovin' You - Minnie Riperton
- Calling - Leona Naess
- We'll Be Together (en) - Sting et Annie Lennox
- Bridget's Theme - Harry Gregson-Williams

## Distinctions
Entre 2004 et 2005, Bridget Jones : L'âge de raison a été sélectionné 12 fois dans diverses catégories et n'a remporté aucune récompense,.

### Nominations
- The Stinkers Bad Movie Awards 2004 :
  - Pire scénario pour Adam Brooks, Richard Curtis, Andrew Davies et Helen Fielding,
  - Pire film de comédie,
  - Pire suite.
- Globe d'or 2005 : Meilleure actrice dans une comédie ou une comédie musicale pour Renée Zellweger[12],[13].
- Prix du jeune public 2005 : 
  - Scène la plus embarrassante pour Renée Zellweger (Bridget atterrit dans une porcherie.),
  - Meilleure Rock star du moment pour Renée Zellweger (Pour chanter "Like a Virgin".).
- Prix du public 2005 : 
  - Comédie préférée,
  - Suite préférée.
- Prix Empire 2005 : Meilleur film britannique
- Prix Jupiter 2005 : Meilleure actrice internationale pour Renée Zellweger.
- Prix NRJ Ciné 2005 : Meilleure zik de film[12],[13].
- Société des effets visuels 2005 : Meilleurs effets visuels dans un film d'action pour Alex Hope, Jody Johnson et Pieter Warmington.